# Christopher Munthali
Christopher Munthali (Chililabombwe, 2 de fevereiro de 1991) é um futebolista profissional zambiano que atua como defensor.

## Carreira
Christopher Munthali representou o elenco da Seleção Zambiana de Futebol no Campeonato Africano das Nações de 2015.